# Хрватско државно право
Хрватско државно право које је заговарао Правашки покрет је националистичка политичка концепција, која је представљала једно од главних начела хрватске националне политике од средине 19. векa (односно од Илирског покрета) до средине 20. века. Концепт „хрватског државног права” (по уверењима хрватских историчара и политичара) базиран је на идеји да Хрвати као народ имају „неотуђиво историјско право” (на основу „првостечености”) да успоставе своју националну државу на свим територијама које су привремено биле под влашћу Краљевине Хрватске у раном средњем веку, односно у време хрватских народних краљева (до 1102. године). Концепција „хрватског државног права” је употребљавана као изговор којим би се оправдало стварање Велике Хрватске.
У том смислу, концепт „хрватског државног права” се базира на оном историјском периоду који је био политички повољан за Хрвате и њихову државност, а потпуно је игнорисала историјске периоде који су по Хрвате били неповољни. Поред тога, идеја „првостечености” према којој су Хрвати „први дошли у посед” поменутих земаља потпуно игнорише историјске чињенице, према којима се преисторија и историја ових земаља може пратити још од каменог доба. С тим у вези, период средњовековне хрватске управе у овим земљама представља веома кратко историјско раздобље, а сам значај хрватске владавине на тим подручјима није био већи од значаја владавине других народа (Римљана, Авара, Млетака, итд), чак се може рећи да је у односу на владавину неких других народа био и мањи. Примера ради, владавина Римљана је на подручју западног Балкана много дуже трајала и имала много већи значај него владавина Хрвата.

## Порекло идеје
„Хрватско државно право” почивало је на правној фикцији о наводном „хиљадугодишњем правном континуитету хрватске државности унутар Угарске” (од 1102) и Хабзбуршке монархије (од 1527). Акта преко којих је, замршеном правном анализом, доказиван тај континуитет, у већини случајева су биле локалне сталешке или муниципалне привилегије, а не државно-правни документи. Многи од тих докумената били су фалсификати. Pacta conventa, знаменити акт из 1102, којим су Хрвати ушли у персоналну унију с Угарском, је, како је научно доказано, фалсификат из 14. века.
Хрвати су се угледали на мађарски модел националног покрета, преузимајући од њих како сам модел, тако и теоријске поставке и начин спровођења. „Хрватско државно право” је, по угледу на сличну концепцију Мађара, било темељ на којем су у 19. веку постављани сви национални захтеви Хрвата. Док су, наспрам Мађара, поставке о „хрватском државном праву”, имале за циљ да одбране хрватску посебност насупрот „државном праву Угарске”, исте поставке су, примењене на Србе порицале њихово постојање. Феудалне привилегије и државни акти (у већини случајева повластице градовима) су, у односу према Србима, посматрани као „виши по значају” од њихових националних и грађанских права. На погубност таквих становишта упозоравале су ретке присталице југословенског уједињења међу Хрватима.

## Територијалне претензије Хрвата
Према концепцији „хрватског државног права”, територије које су традиционално узимане као „основне” (за укључење у Велику Хрватску) обухватале суобласти које чине (у смислу данашњих граница) Хрватску, Босну и Херцеговину, Боку Которску (данас у Црној Гори) и источни део Срема закључно са Земуном (данас у Србији). Оваква територијална концепција је представљала очигледну манипулацију, с обзиром да средњовековна Краљевина Хрватска под својом управом није имала, између осталог, ни Срем ни Боку Которску. Укључење Срема у оквир Хрватске датира из много каснијег периода, односно из доба хабзбуршке управе, док Бока Которска никада у својој историји није била у саставу Хрватске. Уместо тога, Бока Которска је била део посебне хабзбуршке Краљевине Далмације, коју су Хрвати такође својатали на основу концепције „хрватског државног права”, али која је све до распада Хабзбуршке монархије 1918. године задржала засебан политички статус.
Поред поменутих „основних територија”, поједини хрватски политичари су заступали и шире територијалне варијанте које су укључивале и Стару Херцеговину (данас у Црној Гори), или читаву Црну Гору до реке Бојане, или читаву Црну Гору са северном Албанијом до Драча (видети: Црвена Хрватска), са Новопазарским санџаком (данас подељеног између Србије и Црне Горе) или без њега, а понекад је ова концепција укључивала и Бачку (данас у Србији и мањим делом у Мађарској) и Барању (данас већим делом у Мађарској, мањим делом у Хрватској). Ове територије никада у историји нису биле у саставу Хрватске, што веома добро показује колико је концепт „хрватског државног права” био у сукобу са историјским чињеницама.
Најрадикалнија концепција „хрватског државног права” је заступана од стране Анте Старчевића (оснивача Странке права), а обухватала је све територије од Алпа до Тимока заједно са северном Албанијом.

## Став према етничком саставу становништва спорних територија
Заговорници концепције „хрватског државног права" (познати у историографији и као „Праваши”) тврдили су да оно има „трајан, непоништив, неотуђив и непромењив квалитет”, односно да „тренутна административна ситуација и етнички састав становништва на терену ни на који начин не мењају његову суштину или валидност”. Осврћући се на разнородни етнички састав становништва које живи на територијама наводно обухваћеним „хрватским државним правом”, хрватски политичари су увели концепт „хрватске политичке националности” којој је, према њиховом виђењу, без изузетка припадало целокупно становништво ових области. На пример, сви становници Босне и Херцеговине 19. века су по овоме схватању наводно били припадници „хрватске политичке националности“, без обзира на то што се никада у историји више од 25% свеукупног становништва БиХ није изјашњавало као Хрвати у етничком смислу. На овај начин, заговорници теорије „хрватског државног права” дали су себи изговор да тврде да је Босна и Херцеговина у 19. веку била „чиста хрватска земља”, односно „неотуђиви део Хрватске по њеном историјском државном праву”, без обзира на чињеницу што се она административно налазила у другој држави (односно у Османском царству) и што у њој најмање 75% становништва нису били етнички Хрвати (шта је етнички нехрватско становништво дате области заиста мислило о убрајању у „хрватску политичку националност” није узимано у обзир од стране хрватских праваша).
Ови заговорници концепције „хрватског државног права” су имали различите ставове у погледу „српског питања” у областима за које су тврдили да су, наводно, „тим правом покривене”. Радикални праваши (попут Анте Старчевића) нису Србима у Хрватској, Славонији, Далмацији и Босни и Херцеговини признавали чак ни етничку посебност (Старчевић је Србе сматрао верском мањином, односно „православним Хрватима"; слично је важило и за муслимане у БиХ, па и Јевреје). Мање радикални хрватски политичари и интелектуалци (попут Јосипа Јураја Штросмајера или Фрање Рачког) Србима су признавали етничку посебност, али су и даље сматрали да су они, наводно, део „хрватске политичке националности”. Другим речима, према њиховом виђењу, „српска политичка националност је постојала само у Србији (и можда у Црној Гори)”, али „она није постојала нити је имала на основу чега да постоји” у земљама наводно „покривеним хрватским државним правом”.

## Начин спровођења концепције
До пуног остварења концепције „хрватског државног права” могло је, према виђењу њених заговорника, да дође на основу неколико различитих сценарија, зависно од политичара који га је заступао. Анте Старчевић и његови следбеници су се залагали искључиво за самосталну хрватску државу; Старчевићев политички следбеник Јосип Франк се залагао за Хрватску као аутономну јединицу у оквирима Хабзбуршког царства, док су Штросмајер и Рачки — као заговорници југословенске идеје — сматрали да се концепција „хрватског државног права” може остварити и у оквирима федерализоване југословенске државе.

## Српско питање
У намери да од вишенационалне Хрватске створе етнички чисту и што већу државу, хрватски политичари друге половине 19. и почетка 20. века, попут мађарских политичара тог времена у Угарској, изједначавали су земљу (државну територију) са народом. Њихов став је имплицирао да „ако је земља (држава) била хрватска, онда је и народ који ту земљу насељава, без обзира на његову етничку припадност, у политичком или, како бисмо данас рекли, конститутивном смислу био народ хрватски”.
Овај принцип „чија земља, његова и нација” преиначен је у гесло европског феудално-сталешког друштва када је владало правило „чија земља, његова и вера”. Смисао и циљ оживљавања преживелих сталешких постулата у грађанском периоду после Револуције 1848—1849. године до наших дана јесте да се по сваку цену, милом и силом, изврши хрватизација нехрватског живља у Хрватској.
С том намером српска нација и српско име у свим његовим појавним облицима у Хрватској систематски су поништавани, брисани, деструисани и забрањивани. Сви Срби у Хрватској су се, према виђењу хрватских националиста, тој национално искључивој, шовинистичкој политици „морали приклонити или јој се уклонити”. У сваком случају, хрватски националисти су се водили идејом да Срба у Хрватској „није могло нити смело бити”.